# سیف‌الدین نبوی
سیف‌الدین نبوی تفرشی (زاده ۱۳۰۱ - تهران - درگذشته ۱۳۸۷ پاریس) پزشک قلب و عروق ایرانی، استاد دانشگاه در ایران و فرانسه و پزشک شخصی روح‌الله خمینی، محمود طالقانی و سید حسین طباطبایی بروجردی بوده است. او همچنین در دوران نخست وزیری علی امینی، سمت مشاور وی را داشته است.

## سرگذشت
نبوی در تهران تحصیلات ابتدایی را به اتمام رسانید و وارد دانشگاه دامپزشکی تهران شد. پس از آن به عنوان پزشک ارتش راهی فرانسه شد و در دانشگاه نانسی فرانسه دوره پزشکی عمومی را به پایان رساند و پس از اخذ تخصص میکروب‌شناسی از انستیتو پاستور در پاریس به ایران بازگشت. در سال ۱۳۵۷ برای گذراندن یک دوره آموزشی راهی بروکسل شد، اما با وقوع انقلاب ۱۳۵۷ به همراه خانواده خمینی به ایران آمد و تا پایان عمر روح‌الله خمینی، پزشک شخصی وی بود.
وی در یک مصاحبه رایویی با رادیو «اینجا و حالا» (به فرانسوی: ICI&MAINTENANT)، و بعدها در مصاحبه‌ای با سیاوش اوستا در تلویزیون مهر، مدعی شد که با عمل جراحی خمینی که منجر به مرگ وی شده است مخالف بوده، اما ایرج فاضل وی را عمل نموده است. دیگر ادعای او، حذف فیزیکی محمود طالقانی بر اثر مسمومیت پس از ملاقات با سفیر روسیه شد، بوده است.
کتابهایی از جمله «الکتروکاردیوگرافی»، «ریزش‌های قلبی»، «اسرار تندرستی»، «بهداشت قلب» و «حملات قلبی» از وی منتشر شده است.
وی پس از مرگ در گورستان مون‌پارناس به خاک سپرده شد.